# پلتفرم فیس بوک

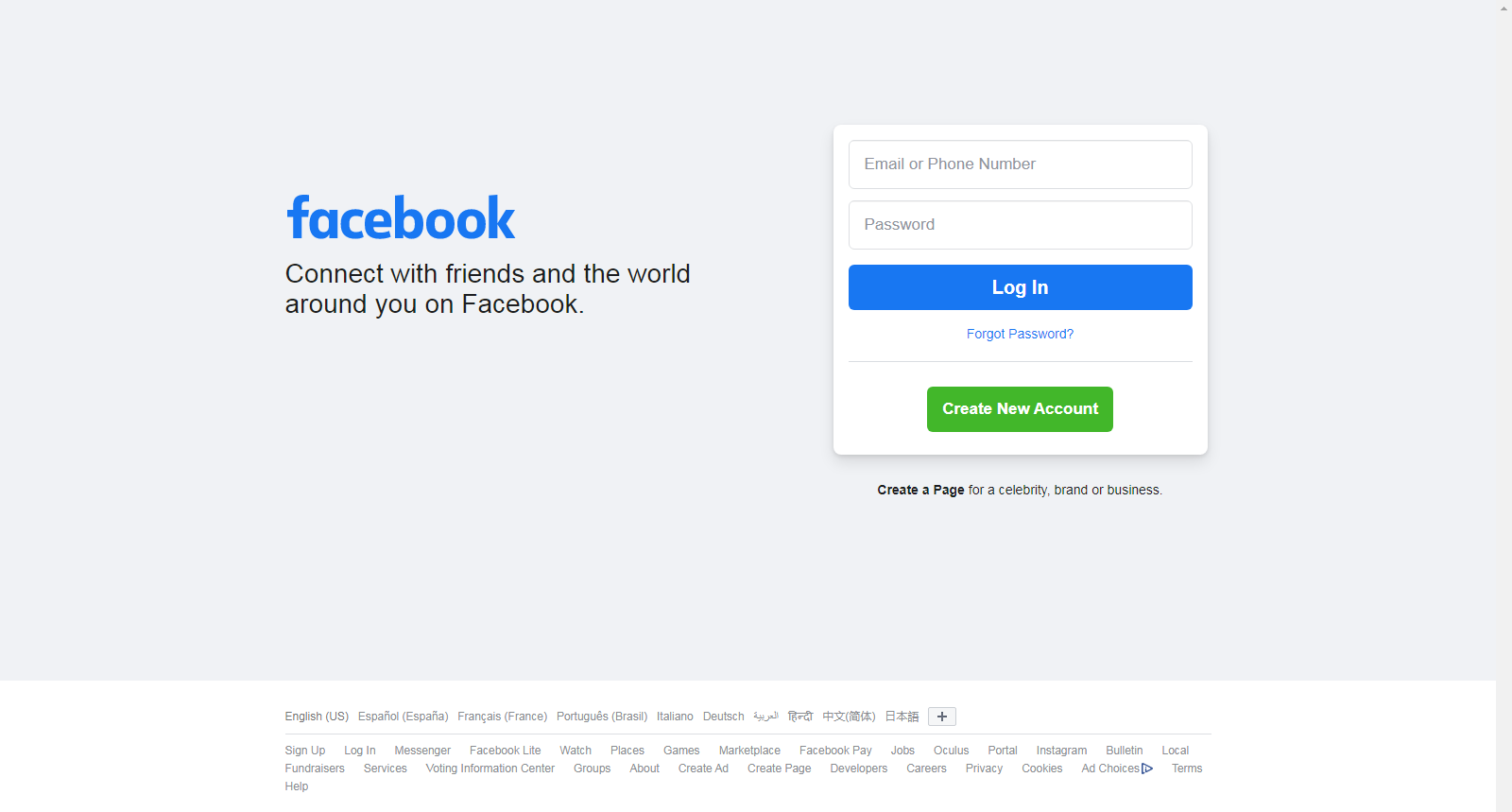
صفحه ورودی فیس‌بوک برای ثبت‌نام

پلتفرم فیس بوک مجموعه ای از خدمات، ابزارها و محصولاتی است که توسط سرویس شبکه اجتماعی فیس بوک برای توسعه دهندگان شخص ثالث ارائه می‌شود تا برنامه‌ها و سرویس‌های خود را ایجاد کنند که به داده‌ها در فیس بوک دسترسی دارند.
پلتفرم فعلی فیس بوک در سال ٢٠١٠ راه اندازی شد. این پلتفرم مجموعه‌ای از رابط‌ها و ابزارهای برنامه‌نویسی را ارائه می‌دهد که توسعه‌دهندگان را قادر می‌سازد تا با " گراف اجتماعی " باز روابط شخصی و چیزهای دیگر مانند آهنگ‌ها، مکان‌ها و صفحات فیس‌بوک ادغام شوند. برنامه‌های کاربردی در facebook.com، وب سایت‌های خارجی و دستگاه‌ها همگی مجاز به دسترسی به نمودار هستند.

## تاریخ
فیس بوک پلتفرم فیس بوک را در ۲۴ می ٢٠٠٧ راه اندازی کرد و چارچوبی را برای توسعه دهندگان نرم‌افزار فراهم کرد تا برنامه‌هایی را ایجاد کنند که با ویژگی‌های اصلی فیس بوک تعامل داشته باشند. یک زبان نشانه گذاری به نام Facebook Markup Language به‌طور همزمان معرفی شد. از آن برای سفارشی کردن «ظاهر و احساس» برنامه‌هایی که توسعه دهندگان ایجاد می‌کنند استفاده می‌شود. قبل از پلتفرم فیس بوک، فیس بوک برنامه‌های بسیاری را در وب سایت فیس بوک ساخته بود، از جمله Gifts، که به کاربران امکان می‌داد هدایای مجازی برای یکدیگر ارسال کنند، مارکت پلیس، به کاربران اجازه می‌داد تبلیغات طبقه‌بندی شده رایگان، رویدادهای فیس بوک را ارسال کنند، و به کاربران روشی برای اطلاع‌رسانی می‌دهد. دوستان در مورد رویدادهای آینده، ویدیو، امکان به اشتراک گذاری ویدیوهای خانگی با یکدیگر، و بازی شبکه اجتماعی، که در آن کاربران می‌توانند از اتصالات خود با دوستان برای کمک به پیشرفت در بازی‌هایی که بازی می‌کنند استفاده کنند. پلتفرم فیس بوک امکان ساخت برنامه‌های مشابه را برای شرکای خارجی فراهم کرد. بسیاری از بازی‌های محبوب اولیه شبکه‌های اجتماعی، قابلیت‌ها را با هم ترکیب می‌کنند. به عنوان مثال، یکی از بازی‌های اولیه که به رتبه برتر برنامه‌ها رسید، (لیل) وصله سبز، هدایای مجازی را با اعلان‌های رویداد به دوستان و کمک به خیریه‌ها از طریق Causes ترکیب کرد.
شرکت‌های شخص ثالث معیارهای برنامه را ارائه می‌دهند و چندین وبلاگ در پاسخ به هیاهوی برنامه‌های کاربردی فیس بوک به وجود آمدند.
در ۲۹ اوت 2007، فیس بوک روش اندازه‌گیری محبوبیت برنامه‌ها را تغییر داد تا به برنامه‌های کاربردی جذاب تر توجه کند، به دنبال انتقاداتی مبنی بر اینکه رتبه‌بندی برنامه‌ها تنها بر اساس تعداد افرادی که برنامه را نصب کرده‌اند، مزیتی به برنامه‌های کاربردی می‌دهد. وبلاگ فناوری دره واگ از اپلیکیشن‌های فیس‌بوک انتقاد کرده و آن‌ها را «شاخه‌ای بی‌فایده» می‌خواند. دیگران خواستار محدود کردن برنامه‌های شخص ثالث شده‌اند تا تجربه کاربری فیس بوک کاهش نیابد.
برنامه‌هایی که روی پلتفرم ایجاد شده‌اند شامل شطرنج است که هر دو به کاربران اجازه می‌دهند با دوستان خود بازی کنند. در چنین بازی‌هایی، حرکات کاربر در وب‌سایت ذخیره می‌شود و این امکان را می‌دهد که حرکت بعدی در هر زمانی انجام شود نه بلافاصله پس از حرکت قبلی.
تا ۳ نوامبر ٢٠٠٧، هفت هزار برنامه در پلتفرم فیس بوک توسعه یافته بود که صدها برنامه دیگر هر روز ایجاد می‌شد. در دومین کنفرانس سالانه توسعه دهندگان f8 در ۲۳ ژوئیه 2008، تعداد برنامه‌ها به ۳۳۰۰۰ افزایش یافت و تعداد توسعه دهندگان ثبت نام شده از ۴۰۰۰۰۰ فراتر رفت.
در عرض چند ماه پس از راه‌اندازی پلتفرم فیس‌بوک، مسائل مربوط به «هرزنامه‌های کاربردی» به وجود آمد که شامل «اسپم» برنامه‌های فیس‌بوک توسط کاربران برای درخواست نصب آن می‌شود.
ادغام فیس بوک برای ایکس‌باکس ۳۶۰ و نینتندو دی‌اس‌آی در ۱ ژوئن 2009 در E3 اعلام شد. در ۱۸ نوامبر 2009، سونی اعلام کرد که با فیس بوک ادغام می‌شود تا اولین مرحله از انواع ویژگی‌های جدید را برای اتصال بیشتر و بهبود تجربیات اجتماعی آنلاین پلی استیشن ۳ ارائه دهد در ۲ فوریه 2010، فیس بوک انتشار HipHop برای PHP را به عنوان یک پروژه منبع باز اعلام کرد. مارک زاکربرگ گفت که تیم او از فیس بوک در حال توسعه یک موتور جستجوی فیس بوک است. مارک زاکربرگ گفت: ما تیمی داریم که روی آن کار می‌کند. برای او، موتورهای جستجوی سنتی نتایج بسیار زیادی را ارائه می‌دهند که لزوماً به سؤالات پاسخ نمی‌دهند. موتورهای جستجو واقعاً باید مجموعه‌ای از پاسخ‌ها را ایجاد کنند.
در ۱۰ ژوئن 2014، فیس بوک Haxl را معرفی کرد، یک کتابخانه Haskell که دسترسی به داده‌های راه دور، مانند پایگاه‌های داده یا خدمات مبتنی بر وب را ساده می‌کند.
از سال ۲۰۰۷، فیس‌بوک با حداقل ۶۰ تولیدکننده گوشی از جمله اپل، آمازون، بلک‌بری، مایکروسافت و سامسونگ همکاری‌های اشتراک‌گذاری داده‌ها را ایجاد کرد. اطلاعات کاربران فیسبوک بدون رضایت کاربران به این سازندگان ارائه شد. بیشتر مشارکت‌ها از سال ۲۰۱۸، زمانی که مشارکت‌ها برای اولین بار به صورت عمومی گزارش شد، به قوت خود باقی ماندند.